# Mordellistena kraatzi kretica
Mordellistena kraatzi kretica es una subespecie de coleóptero de la familia Mordellidae.

## Distribución geográfica
Habita en Creta.